# Reserva Natural de Uhtju
A Reserva Natural de Uhtju é uma reserva natural localizada no condado de Lääne-Viru, na Estónia.
A área da reserva natural é de 2956 hectares.
A área protegida foi fundada em 1938 para proteger a ilhota Lõuna-Uhtju. Em 1958, a Ilhota Põhja-Uhtju (ou Ilhota Uhtju) também ficou protegida. Em 2001, as áreas protegidas foram designadas como reserva natural.